# Patrick Hillery
Patrick John Hillery, irsky Pádraig J. Ó hIrghile (2. května 1923 – 12. dubna 2008) byl irský politik. Čtrnáct let, v období 1976–1990, zastával úřad prezidenta Irska. Předtím vystřídal mnoho vládních funkcí: ministra školství (1959–1965), ministra průmyslu a obchodu (1965–1966), ministra práce (1966–1969) a ministra zahraničních věcí (1969–1973), kteroužto funkci zastával v době silných nepokojů v Severním Irsku, mj. během zastřelení čtrnácti civilistů v Derry (tzv. Bloody Sunday) – proslul tím, že žádal OSN, aby v Severním Irsku intervenovala a nastolila mír. Vyjednal v této funkci také vstup Irska do Evropského hospodářského společenství roku 1973. V letech 1973–1976 byl historicky prvním irským eurokomisařem, obhospodařoval v Evropské komisi resort sociálních věcí. Byl představitelem politické strany Fianna Fáil.

## Vyznamenání
- rytíř velkokříže s řetězem Řádu zásluh o Italskou republiku (Itálie, 25. července 1986)[1]
- rytíř velkokříže s řetězem Řádu Pia IX. (Vatikán, 12. dubna 1989)[2][3]